# Oleszyce Stare (gmina)
Oleszyce Stare – dawna gmina wiejska istniejąca w latach 1944–1954 w woj. rzeszowskim (dzisiejsze woj. podkarpackie). Siedzibą władz gminy były Oleszyce Stare.
Gmina Oleszyce Stare została utworzona po II wojnie światowej, w 1944 roku, w powiecie lubaczowskim, w woj. rzeszowskim, z części obszaru przedwojennych gmin Dzików Stary i Lubaczów. Według stanu z dnia 1 lipca 1952 roku gmina składała się z 5 gromad: Futory, Miłków, Oleszyce Stare, Stare Sioło i Sucha Wola. 
Gmina została zniesiona 29 września 1954 roku wraz z reformą wprowadzającą gromady w miejsce gmin. Jednostki nie przywrócono 1 stycznia 1973 roku po reaktywowaniu gmin.